# Briana Williams
Briana Williams (ur. 21 marca 2002) – jamajska lekkoatletka specjalizująca się w biegach sprinterskich.
W 2018 triumfowała w biegach na 100 i 200 metrów podczas mistrzostw świata juniorów w Tampere. Została tym samym czwartą lekkoatletką w historii (po Veronice Campbell-Brown, Tezdżan Naimowej i Anthonique Strachan), która zdobyła dwa złota w tych konkurencjach na najważniejszej imprezie juniorskiej. 
W 2019 podczas mistrzostw Jamajki uzyskała pozytywny wynik testu antydopingowego. W jej organizmie wykryto zakazany moczopędny hydrochlorotiazyd. Uznano jednak, że wina nie leżała po stronie zawodniczki i nie nałożono na nią czasowej dyskwalifikacji. Jej wyniki z mistrzostw kraju zostały unieważnione. Miesiąc później Williams zdobyła złoto i srebro na mistrzostwach panamerykańskich juniorów w San José.
W 2021 zajęła 4. miejsce w biegu na 100 metrów podczas mistrzostw Jamajki, nie kwalifikując się tym samym do indywidualnego startu na igrzyskach olimpijskich w Tokio. Weszła jednak w skład jamajskiej sztafety 4 × 100 metrów, która zdobyła złoto.
W 2022 zdobyła srebro mistrzostw świata w Eugene za bieg w eliminacjach sztafety 4 × 100 metrów, podobnie jak rok później podczas kolejnej edycji światowego czempionatu w Budapeszcie.
Wielokrotna złota medalistka CARIFTA Games.
Jej trenerem jest czterokrotny medalista olimpijski i mistrz świata z Aten (1997) Ato Boldon.

## Osiągnięcia
| Rok  | Impreza                              | Miejsce   | Konkurencja             | Pozycja    | Wynik         |
| ---- | ------------------------------------ | --------- | ----------------------- | ---------- | ------------- |
| 2018 | Mistrzostwa świata juniorów          | Tampere   | bieg na 100 metrów      | 1. miejsce | 11,16         |
| 2018 | Mistrzostwa świata juniorów          | Tampere   | bieg na 200 metrów      | 1. miejsce | 22,50         |
| 2019 | Mistrzostwa panamerykańskie juniorów | San José  | bieg na 100 metrów      | 1. miejsce | 11,38         |
| 2019 | Mistrzostwa panamerykańskie juniorów | San José  | sztafeta 4 × 100 metrów | 2. miejsce | 44,36         |
| 2021 | Igrzyska olimpijskie                 | Tokio     | sztafeta 4 × 100 metrów | 1. miejsce | 41,02         |
| 2022 | Halowe mistrzostwa świata            | Belgrad   | bieg na 60 metrów       | 6. miejsce | 7,04          |
| 2022 | Mistrzostwa świata                   | Eugene    | sztafeta 4 × 100 metrów | 2. miejsce | 41,18 (elim.) |
| 2022 | Mistrzostwa NACAC                    | Freeport  | sztafeta 4 × 100 metrów | 3. miejsce | 43,39         |
| 2023 | Mistrzostwa świata                   | Budapeszt | sztafeta 4 × 100 m      | 2. miejsce | 41,23 (elim.) |

## Rekordy życiowe
- bieg na 60 metrów (hala) – 7,04 (18 marca 2022, Belgrad)
- bieg na 100 metrów – 10,94 (24 czerwca 2022, Kingston) / 10,91w (16 kwietnia 2022, Walnut)
- bieg na 200 metrów – 22,50 (14 lipca 2018, Tampere)

6 sierpnia 2021 w Tokio Williams biegła w sztafecie 4 × 100 metrów, która czasem 41,02 ustanowiła aktualny rekord Jamajki na tym dystansie.